# Phiala cubicularis
Phiala cubicularis är en fjärilsart som beskrevs av Embrik Strand 1911. Phiala cubicularis ingår i släktet Phiala och familjen Eupterotidae. Inga underarter finns listade i Catalogue of Life.